# Национальный симфонический оркестр Узбекистана
Национальный симфонический оркестр Узбекистана (узб. Ўзбекистон Миллий Симфоник Оркестри) — симфонический оркестр Узбекистана, создан в 1936 году (дата является спорной, на тот момент существовало большое количество разрозненных оркестров, попытка объединить их в одно целое успехом увенчалась лишь в 1938 году). Датой создания симфонического оркестра принято официально считать 1 декабря 1937 года.
9 июня 1936 г. вышло Постановление ЦК Узбекистана о создании в Ташкенте государственной Филармонии. 1 декабря 1937 г. организован малый симфонический Оркестр при Узгосфилармонии. В годы Великой Отечественной войны в оркестре работали музыканты эвакуированной в Ташкент Ленинградской консерватории. В 1998 году оркестр получил статус Национального Симфонического Оркестра Республики Узбекистан.
Коллектив оркестра за свои годы существования провёл тысячи концертов, фестивалей, конкурсов, юбилеев перед самыми разнообразными аудиториями. НСО (Национальный симфонический оркестр) участвовал во всех важных Государственных мероприятиях Республики Узбекистан.
Начиная с 1991 года коллектив ежегодно участвует в подготовке к празднованию Дня Независимости Узбекистана, как непосредственно, так и делает записи для проведения концертов. Участник культурных мероприятий саммита Шанхайской Организации Сотрудничества 2005 и ШОС-2010, 2200-летия города Ташкента, юбилейных дат, фестивалей, конкурсов композиторов и исполнителей Узбекистана, и других важных дат аккредитованных ЮНЕСКО.
Является Первоисполнителем Государственного Гимна Республики Узбекистан и Гимна Республики Каракалпакстан.
С оркестром за годы Независимости выступали солисты и дирижёры с мировым именем из США, России, Канады, Франции, Израиля, Перу, Турции, Великобритании, Германии, Чехословакии и других стран. Вот некоторые из них: Моника Аз (Франция), Имма Сумак (Перу), Исаак Стерн (США), В. Спиваков, Э. Ойстрах, Л. Коган, М. Ростропович, М. Рейзен, Э. Гилельс., К. Кондрашин, А. Гаук, Д. Боудри (Канада), Курт Мазур (Германия), Ю. Силантьев, Мелик Пашаев, Н. Небольсин, Тимм Шашель — дирижёр (Германия), Джон Фергюсон — фортепиано (США), Гаэтано Калайянни — дирижёр (Италия), Саим Акчыл — дирижёр (Турция), Стефано Тразимени (Италия).
Необычайно широка география гастрольных поездок НСО: во время существования Советского Союза оркестр побывал во всех его Республиках. Тогда же НСО стал Лауреатом всесоюзного смотра-конкурса творческих коллективов в Москве.
Одной из основных своих задач НСО считает пропаганду творчества композиторов Узбекистана. В концертных программах НСО постоянно звучат лучшие произведения выдающихся композиторов Узбекистана: М.Ашрафи, И.Акбарова, М.Таджиева, У.Мусаева, Р.Вильданова, Т. Курбанова, Р. Абдуллаева, М. Бурханова и обязательно произведения молодых узбекских композиторов.
В 1998 году НСО принял участие в XV Международном фестивале симфонической музыки в г. Анкаре (Турция), где стал обладателем Гран-при этого фестиваля.
В 1999 году НСО принял участие в торжествах, посвященных юбилею короля Таиланда.
Многие из творческой молодёжи являются Лауреатами Республиканских конкурсов среди ССУЗов, а также Лауреатами и дипломантами Международных конкурсов.
В настоящее время с оркестром работает главный дирижер Алибек Кабдурахманов.